# Pont de l'antic cremallera
El Pont de l'antic cremallera és una obra de Castellbell i el Vilar (Bages) inclosa a l'Inventari del Patrimoni Arquitectònic de Catalunya.

## Descripció
Pont situat sobre la riera de Merà de 12 metres d'alçada. Presenta dos arcs: un gran sobre la riera i un altre de menors dimensions que permet el pas dels vianants. Aquest últim, de mig punt, presenta un emmarcament de maó vist aparellat. El pont està fet a base de carreus irregulars.

## Història
Formava part de l'antic recorregut del tren Cremallera de Montserrat. Molt a prop se situava el Baixador de la Bauma, que es començà a construir el 1895 però que es destruí a mitjans dels anys setanta del segle xx, a causa de la construcció de la carretera Terrassa-Manresa.